# Бульо-ин-Монте
Бу́льо-ин-Мо́нте (итал. Buglio in Monte) — коммуна в Италии, в провинции Сондрио области Ломбардия.
Население составляет 2036 человек, плотность населения составляет 75 чел/км². Занимает площадь 27 км². Почтовый индекс — 23010. Телефонный код — 0342.
Покровителями коммуны почитаются Пресвятая Богородица (Madonna delle Grazie) и святой Фиделий.